# Фомин, Фёдор Иванович
Фёдор Иванович Фомин (1792—1861) — российский общественный деятель, градоначальник Петрозаводска, купец.

## Биография
Родился в купеческой семье. Отец избирался бургомистром повенецкого магистрата.
Фёдор Иванович вёл торговлю продовольствием, владел озёрными и речными судами.
В 1830-х годах избирался секретарём Петрозаводского магистрата.
В 1838—1840 годах — городской голова Петрозаводска.
Известен как организатор строительства маяка на общественной пристани Петрозаводска. Содержание маяка осуществлялось за счёт средств городской казны.

## Семья
Первая жена — Агафья Григорьевна (1799—1829), вторая жена — Екатерина Евдокимовна, урождённая Жданова (1806—1891). Сыновья — Иван (род. 1813), Павел (1820—1845), дочери — Акилина (род. 1818), Елена (1821—1850), Александра (род. 1821).